# Burni Jamur Latong
Burni Jamur Latong är ett berg i Indonesien.   Det ligger i provinsen Aceh, i den västra delen av landet, 1 600 km nordväst om huvudstaden Jakarta. Toppen på Burni Jamur Latong är 2 140 meter över havet, eller 222 meter över den omgivande terrängen. Bredden vid basen är 4,1 km.
Terrängen runt Burni Jamur Latong är bergig österut, men västerut är den kuperad.Runt Burni Jamur Latong är det mycket glesbefolkat, med 3 invånare per kvadratkilometer. I omgivningarna runt Burni Jamur Latong växer i huvudsak städsegrön lövskog.